# Revaz Arveladze
Revaz Arveladze (grúzul: რევაზ არველაძე; Tbiliszi, 1969. szeptember 15. –) grúz válogatott labdarúgó, edző, sportvezető.

## Pályafutása

### Klubcsapatban
Pályafutását a Metalurgi Rusztavi csapatában kezdte, majd 1989-ben a Dinamo Tbiliszihez igazolt. Pályára lépett az első független grúz bajnokságban is. 1994 tavaszán az 1. FC Köln színeiben hét találkozón egy gólt szerzett a német Bundesligában. 1994 nyarán visszatért Grúziába, majd a Tennis Borussia Berlin színeiben újra Németországban játszott. Az 1996-1997-es szezonban 25 bajnokin négy gólt szerzett a belga élvonalban a KV Mechelen csapatában. Pályafutása végén német alsóbb osztályú csapatokban, a Homburgban és a Rot-Weiß Oberhausenben játszott.

### A válogatottban
A grúz válogatottban tizenegy alkalommal lépett pályára.

### Visszavonulása után
2000-ben ő lett a Dinamo Tbiliszi történetének legfiatalabb edzője, majd 2001 márciusában elnöke. Az év októberében saját kérésére távozott a klubtól. 2003-ban a grúzi U21-es válogatottat és a Lokomotivi Tbiliszi csapatát is irányította. 2004-ben a Grúz labdarúgó-szövetség alelnöke lett. 2009 óta a szervezet főtitkára.

## Családja
Testvérei, Arcsil Arveladze és Sota Arveladze is labdarúgók voltak.